# البدنجانية
البِدِنجانِيّة، قرية تابعة لمركز السنطة بمحافظة الغربية في جمهورية مصر العربية.

## تاريخ
البدنجانية قرية قديمة، وردت في معجم البلدان باسم الباذنجانية، وذلك بلفظ الباذنجان الذي يُطبخ، وذُكرت بأنها قرية تابعة لكورة السمنودية، وفي قوانين الدواوين لابن مماتي ذُكرت بلفظ البادنجانية، وكانت من أعمال جزيرة قويسنا، وعرفت باسمها الحالي البدنجانية رسميًا بتاريخ 1228 هـ - 1813 م.

## السكان
بلغ عدد سكان البدنجانية 4614 نسمة حسب تقدير عام 2018.
| السنة  | 1882 | 1897 | 1907 | 1927 | 1947 | 1960 | 1976 | 1986 | 1996 | 2006  | 2018 |
| ------ | ---- | ---- | ---- | ---- | ---- | ---- | ---- | ---- | ---- | ----- | ---- |
| القرية | 1234 | 1570 | 2177 | 1952 | 1442 | 1743 | 2192 | 2351 | 2904 | 3,374 | 4614 |